# CP System III
Il CP System III (CPシステムIII?, shīpī shisutemu surī) o semplicemente CPS-3, è una scheda elettronica utilizzata per la prima volta da Capcom nel 1996 con il gioco Red Earth . Successore del CP System arcade e del seguente CP System II . Ultimo sistema proprietario di Capcom che non ebbe molta fortuna, nonostante l'innovativa grafica e le animazioni, a causa degli alti costi del hardware rispetto ad altre macchine della concorrenza, per aver realizzato solo giochi in 2D con soli sei titoli (tutti sviluppati da Capcom e tutti di genere picchiaduro ad incontri) durante un periodo dove la maggior parte dei giochi venivano principalmente sviluppati su un hardware 3D, soprattutto su quelli di SEGA e Namco.

## Protezione anti-pirateria
Il CPS3 dispone d'un sistema di sicurezza molto elaborato. I giochi sono distribuiti su CD, che contenevano i dati dei giochi criptati, e da una cartuccia di sicurezza alimentata da una batteria, che contiene il BIOS, la CPU SH-2 e un chip che permetteva di decriptare i dati dei CD. Quando una scheda madre del CPS3 è collegata per la prima volta, il gioco contenuto sul CD è copiato da una serie di schede di memorie di tipo SIMM. I dati sono decriptati dalla cartuccia di sicurezza. La cartuccia di sicurezza è molto sensibile alle variazioni elettroniche indotte: se manomessa, si finiva soventemente con il perdere il codice di decriptazione, rendendo la cartuccia inutilizzabile. I giochi diventano inutilizzabili anche quando la batteria all'interno della cartuccia di sicurezza si esaurisce. Durante il giugno 2007, il metodo di criptazione fu decodificato da Andreas Naive, rendendo l'emulazione possibile. Nel 2011, Darksoft scopri un modo per far rivivere i giochi CPS-3 (così come i giochi CPS-2 «Phoenix» benché il metodo non fosse lo stesso). Il programma usato e sviluppato si chiamo semplicemente «Cps3 Convert Tool 3». Il 21 settembre 2012, tutti i giochi furono restaurati.

## Memoria SIMM[1]
I moduli di memoria SIMM sulle schede madri CPS3 sono costituiti da chip di memoria flash e sono diversi dai moduli RAM dei computer. Sono specifici di Capcom e vengono anche utilizzati in alcuni giochi CPS2.
Esistono 3 tipi di SIMM utilizzati dal CPS3:
- 4 MB: un chip davanti, un dietro
- 8 MB: quattro chip davanti
- 16 MB: quattro chip davanti, quattro dietro

Gli adesivi bianchi sul modulo indicano l'uso iniziale previsto per il modulo. È possibile utilizzare uno schieramento da 16 MB anziché un da 4 MB o 8 MB. Non è possibile il contrario.
Le posizioni di memoria sono numerate da SIMM 1 a 7. Per conoscere la memoria richiesta per ogni posizione per un dato gioco, basta guardare sul CD. Ogni file di grandi dimensioni (4 MB o 8 MB) ha un nome che inizia con un numero. La cifra delle decine indica la posizione del modulo corrispondente. La somma delle dimensioni dei file per la stessa cifra delle decine corrisponde alla dimensione del modulo necessario.

## Lista dei giochi pubblicati[1]
| Data di uscita | Sviluppatore | Titolo inglese                                      | Titolo giapponese                                                           | Genere      |
| -------------- | ------------ | --------------------------------------------------- | --------------------------------------------------------------------------- | ----------- |
| 21-11-1996     | Capcom       | Red Earth                                           | War-Zard (ウォーザード)                                                     | Picchiaduro |
| 04-02-1997     | Capcom       | Street Fighter III: New Generation                  | Street Fighter III (ストリートファイターIII)                                | Picchiaduro |
| 30-09-1997     | Capcom       | Street Fighter III 2nd Impact: Giant Attack         | Street Fighter III 2nd Impact (ストリートファイターIII 2nd Impact)          | Picchiaduro |
| 13-09-1999     | Capcom       | JoJo's Bizarre Adventure: Heritage for the Future   | JoJo no Kimyō na Bōken Mirai e no Isan (ジョジョの奇妙な冒険 未来への遺産)) | Picchiaduro |
| 02-12-1998     | Capcom       | JoJo's Venture                                      | JoJo no Kimyō na Bōken (ジョジョの奇妙な冒険)                               | Picchiaduro |
| 12-05-1999     | Capcom       | Street Fighter III 3rd Strike: Fight for the Future | Street Fighter III 3rd Strike (ストリートファイターIII 3rd Strike)          | Picchiaduro |